# Lawrence Kaarsberg
Lawrence C. „Kangaroo Pete” Kaarsberg (Kalifornia, 1876. augusztus 6. – Vallejo, Kalifornia, 1943. január 25.) amerikai sportoló és edző. A California Golden Bears amerikaifutball- és baseballjátékosa, 1900-ban pedig az Oregon Webfoots amerikaifutball-vezetőedzője volt.
1943. január 25-én hunyt el szívinfarktusban a vallejói kórházban.

## Eredményei vezetőedzőként
| Év                          | Eredmény                    |
| Oregon Webfoots (Független) | Oregon Webfoots (Független) |
| --------------------------- | --------------------------- |
| 1900                        | 3–3–1                       |

## Fordítás
- Ez a szócikk részben vagy egészben  a   Lawrence Kaarsberg című angol Wikipédia-szócikk ezen változatának fordításán alapul.  Az eredeti cikk szerkesztőit annak laptörténete sorolja fel. Ez a jelzés csupán a megfogalmazás eredetét és a szerzői jogokat jelzi, nem szolgál a cikkben szereplő információk forrásmegjelöléseként.